# Волинська окружна ліга

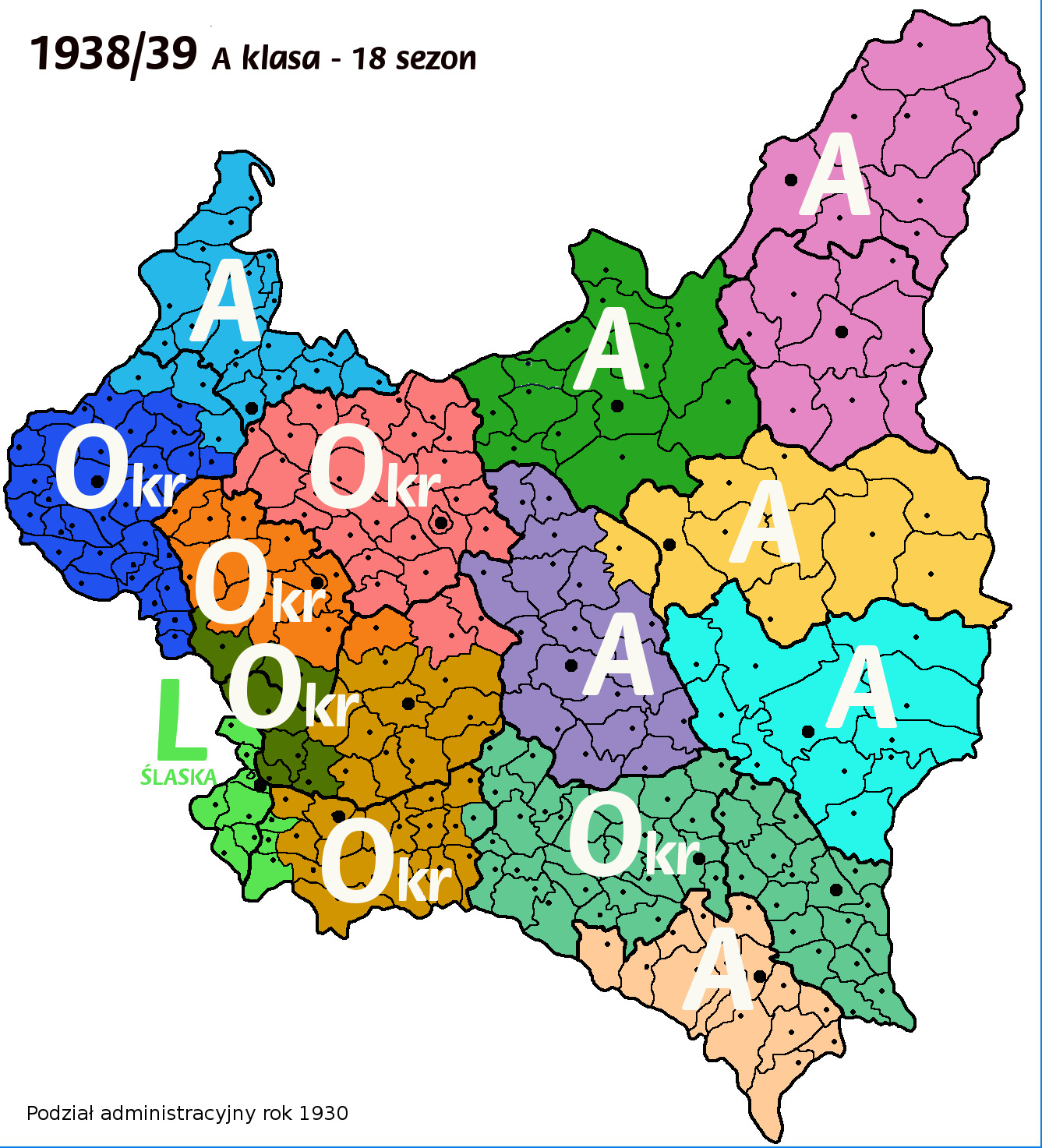
На карті позначена кольором сліз у правому куті

Волинська окружна ліга — регіональний футбольний чемпіонат Волинського воєводства, Польща (Друга Річ Посполита) у 1930—1939 роках. 
Чемпіонат було створено в 1930 році на базі Волинської підліги, які в 1928—1929 роках тимчасово проводили під егідою Львівського окружного футбольного союзу, а також команд, які з 1922 року виступали в Люблінській окружній лізі.
Змагання проводилися на території сучасної Західної України, яка під час Другої світової війни була анексована Радянським Союзом та приєднана до Радянської України (Української Радянської Соціалістичної Республіки). Волинська районна ліга вважається футбольним попередником чемпіонатів під егідою Федерації футболу Волині та Рівненської обласної федерація футболу в сучасній Україні.
Переможці ліги кваліфікувалися до регіональних плей-оф, переможець яких виходив до новоствореної Національної ліги.

## Під керівництвом Львівської районної ліги
Окремі змагання з футболу у Волинському воєводстві були створені в 1928 році під адміністрацією Лювського районного футбольного союзу (OZPN) як окрема підгрупа з команд, які раніше змагалися в Люблінській окружній лізі. «Галерчик» (Рівне), «Сокол» (Рівне) та ВКС (Ковель).
Переможці новостворених змагань не допускалися до матчів плей-оф за право виходу в Національний чемпіонат.
| Сезон | Чемпіони         | Срібні призери   | Бронзові призери | # команд | Примітки |
| ----- | ---------------- | ---------------- | ---------------- | -------- | -------- |
| 1928  | Галерчик (Рівне) | Сокул (Ковель)   | ВКС Ковель       | 4        |          |
| 1929  | ВКС Ковель       | Гасмонея (Рівне) | Галерчик (Рівне) | 5        |          |

## Власний чемпіонат
Нижче наведено список призерів Кляси «А» Волинської окружної ліги.
| Сезон        | Чемпіони                | Срібні призери   | Бронзові призери                 | # команд | Примітки                        |
| ------------ | ----------------------- | ---------------- | -------------------------------- | -------- | ------------------------------- |
| 1930         | Сокол (Рівне)           | Сокул (Ковель)   | ВКС (Дубно)                      | 6        |                                 |
| 1931         | Галерчик (Рівне)        | Гасмонея (Рівне) | ВКС Луцьк                        | 7        |                                 |
| 1932         | Гасмонея (Рівне)        | ПКС Луцьк        | Галерчик (Рівне)                 | 8        | вибування/підвищення            |
| 1933         | Гасмонея (Рівне)        | ПКС Луцьк        | ВКС Луцьк                        | 8        | вибування/підвищення            |
| 1934         | ПКС Луцьк               | Галерчик (Рівне) | Гасмонея (Ковель)                | 8        |                                 |
| 1935         | ПКС Луцьк               | Гасмонея (Рівне) | Погонь (Рівне)                   | 10       | вибування/підвищення            |
| 1936 (весна) | Галерчик (Рівне)        | ПКС Луцьк        | Стшелец (Янова Долина)/ВКС Луцьк | 10       | вибування/підвищення, дві групи |
| 1936–37      | Стшелець (Янова Долина) | ПКС Луцьк        | Гасмонея (Луцьк)                 | 8        |                                 |
| 1937–38      | ПКС Луцьк               | Погонь (Рівне)   | Гасмонея (Рівне)                 | 8        | вибування/підвищення            |
| 1938–39      | ПКС Луцьк               | ВКС (Дубно)      | Гасмонея (Рівне)                 | 8        | вибування/підвищення            |

### Переможці
- 4 – ПКС Луцьк
- 3 – Галерчик (Рівне)
- 2 – Гасмонея (Рівне)
- 1 – 3 клуби (ВКС Ковель, Сокул (Рівне), Стшелець (Янова Долина))